# Ludwik Gronowski

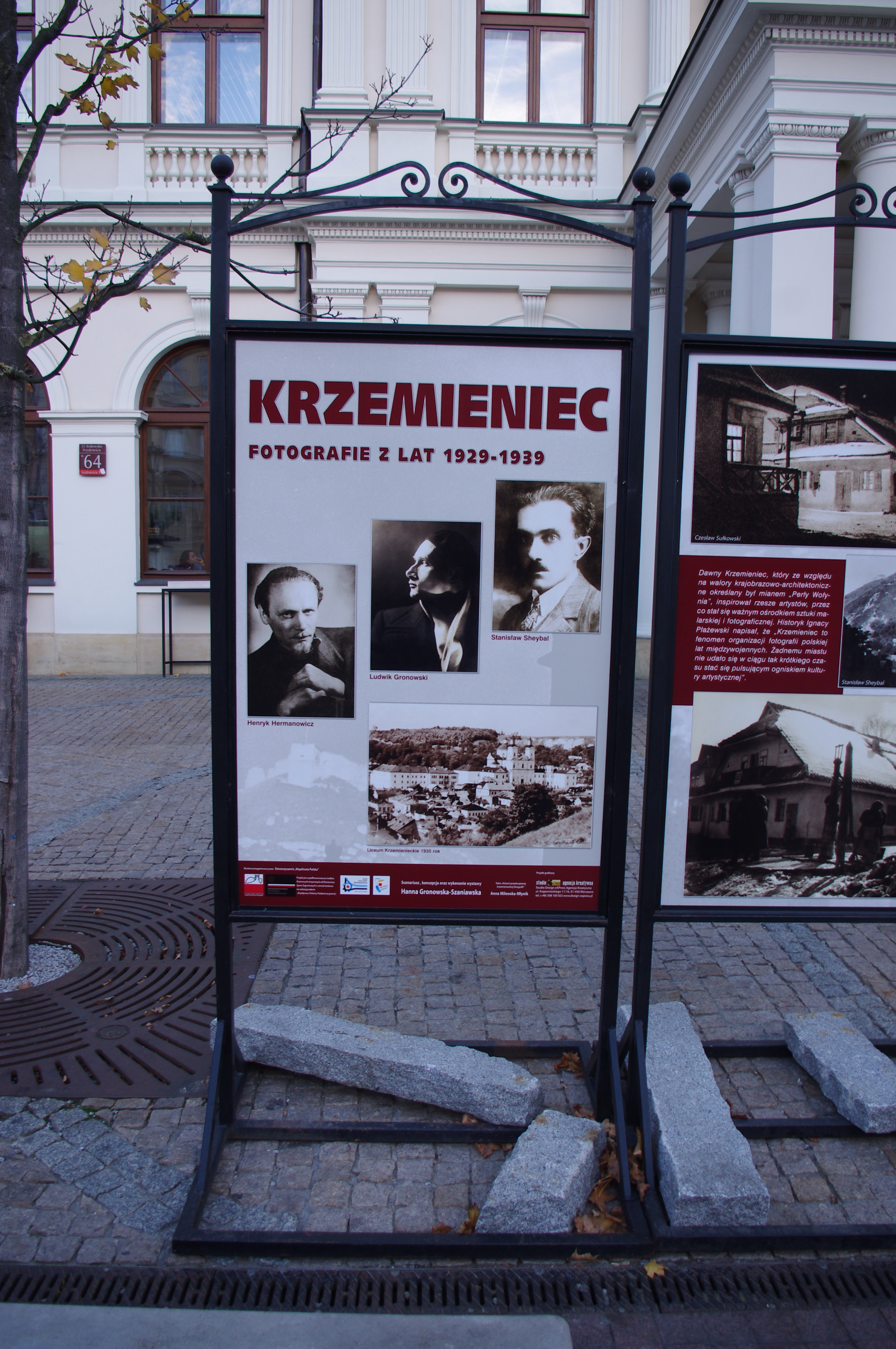
Wystawa plenerowa – Krzemieniec. Fotografie z lat 1929-1939 – na Krakowskim Przedmieściu w Warszawie (26 października 2012) na fotografii widoczna plansza ze zdjęciami fotografów: Henryka Hermanowicza, Ludwika Gronowskiego i Stanisława Sheybala

Ludwik Gronowski (ur. 1904 w Warszawie, zm. w kwietniu 1945) – polski fotograf i pedagog.

## Życiorys
W 1930 został wykładowcą na słynnym Liceum Krzemienieckim w Krzemieńcu na Wołyniu jako dyplomowany nauczyciel kreśleń geometrycznych, algebry i rachunków.
W okresie II Rzeczypospolitej z inicjatywy Ludwika Gronowskiego powstała w Krzemieńcu Wołyńska Szkoła Szybowcowa słynna w całej Polsce. Tutaj kurs szybowcowy odbywała m.in. córka marszałka Józefa Piłsudskiego – Jadwiga Piłsudska.
Był członkiem Krzemienieckiego Towarzystwa Fotograficznego (1930-1939). Jego prace gościły w wielu galeriach na świecie: Mediolan, Londyn, Paryż, Antwerpia, Praga, Wiedeń, Béthune (Francja), Philadelphia, Chicago, Nowy Jork, oraz w Polsce: Krzemieniec, Warszawa, Kraków, Lwów, Równe, Tarnów, Grudziądz.
Z Krzemieńca, które obrał za swój rodzinny dom i miejsce pracy, wyjechał bezpowrotnie w czasie II wojny światowej w 1942 w głąb Polski na Kielecczyznę. Tuitaj wstąpił do miejscowej partyzantki. Ciężkie warunki doprowadziły do choroby i wyniszczenia organizmu. Zmarł w kwietniu 1945 roku.
Większość fotografii Ludwika Gronowskiego zaginęła w czasie wojny. Te które ocalały, głównie ze zbiorów rodzinnych i muzeów są obecnie prezentowane na różnego rodzaju wystawach.